# Muskatbalsam
Muskatbalsam var den svenska benämningen i 7:e upplagan av ’’Svenska farmakopén’’ på det fasta, bruna fett, oleum myristicæ, som framställdes ur muskotnötter. Fettpreparatet är sedermera uteslutet ur farmakopén och benämningen muskatbalsam mera ovanlig.
Muskatbalsam användes tidigare inom parfymeri och medicin.